# Meselatus
Meselatus is een geslacht van vliesvleugeligen uit de familie Eurytomidae. De wetenschappelijke naam van dit geslacht is voor het eerst geldig gepubliceerd in 1922 door Girault.

## Soorten
Het geslacht Meselatus omvat de volgende soorten:
- Meselatus bicolor Chen, 1999
- Meselatus fasciatipennis Girault, 1929
- Meselatus ficus Girault, 1922
- Meselatus leai (Dodd, 1924)